# Alfred Macherez
Alfred Macherez, né le 11 décembre 1841 à Metz et mort le 1er juillet 1904 à Soissons, est un homme politique français. Il fut député de l'Aisne de 1889 à 1893 et sénateur de 1894 à 1904. Il épouse, à Tavaux-et-Pontséricourt, le 29 avril 1871, Jeanne Macherez qui s'illustrera durant la Première Guerre mondiale.

## Éléments biographiques
Alfred Macherez naît le 11 décembre 1841 à Metz en Moselle.
Après une formation à l'École des arts et métiers, dont il sort ingénieur civil, Alfred Macherez exploite des domaines agricoles en Picardie, ainsi que des sucreries (parmi elles, la sucrerie d'Étrépagny). Il devient ainsi membre du conseil supérieur de l'Agriculture. Le 6 octobre 1889, il est élu député à l'Assemblée nationale pour représenter l'Aisne. Il est inscrit au groupe de la Gauche républicaine. Battu le 14 octobre 1893, il retrouve dès l'année suivante un siège de sénateur qu'il conservera jusqu'à sa mort. Il siège alors au groupe de l'Union républicaine.
De 1900 à 1902, il habite dans l'hôtel particulier dit « Maison rouge » à Fontainebleau, avec son gendre, lieutenant au 46e régiment d'infanterie. Il décéde le 1er juillet 1904, à Soissons, dans l'Aisne.

## Mandats
- du 6 octobre 1889 au 14 octobre 1893: député de l'Aisne
- Sénateur de l'Aisne de 1894 à 1904[3].

## Distinction
- Chevalier de la Légion d'honneur